# Antocha brevistyla
Antocha brevistyla là một loài ruồi trong họ Limoniidae. Chúng phân bố ở miền Cổ bắc.